# Sudamerlycaste lata
Sudamerlycaste lata är en orkidéart som först beskrevs av Robert Allen Rolfe, och fick sitt nu gällande namn av Fredy Archila. Sudamerlycaste lata ingår i släktet Sudamerlycaste och familjen orkidéer. Inga underarter finns listade i Catalogue of Life.

## Bildgalleri

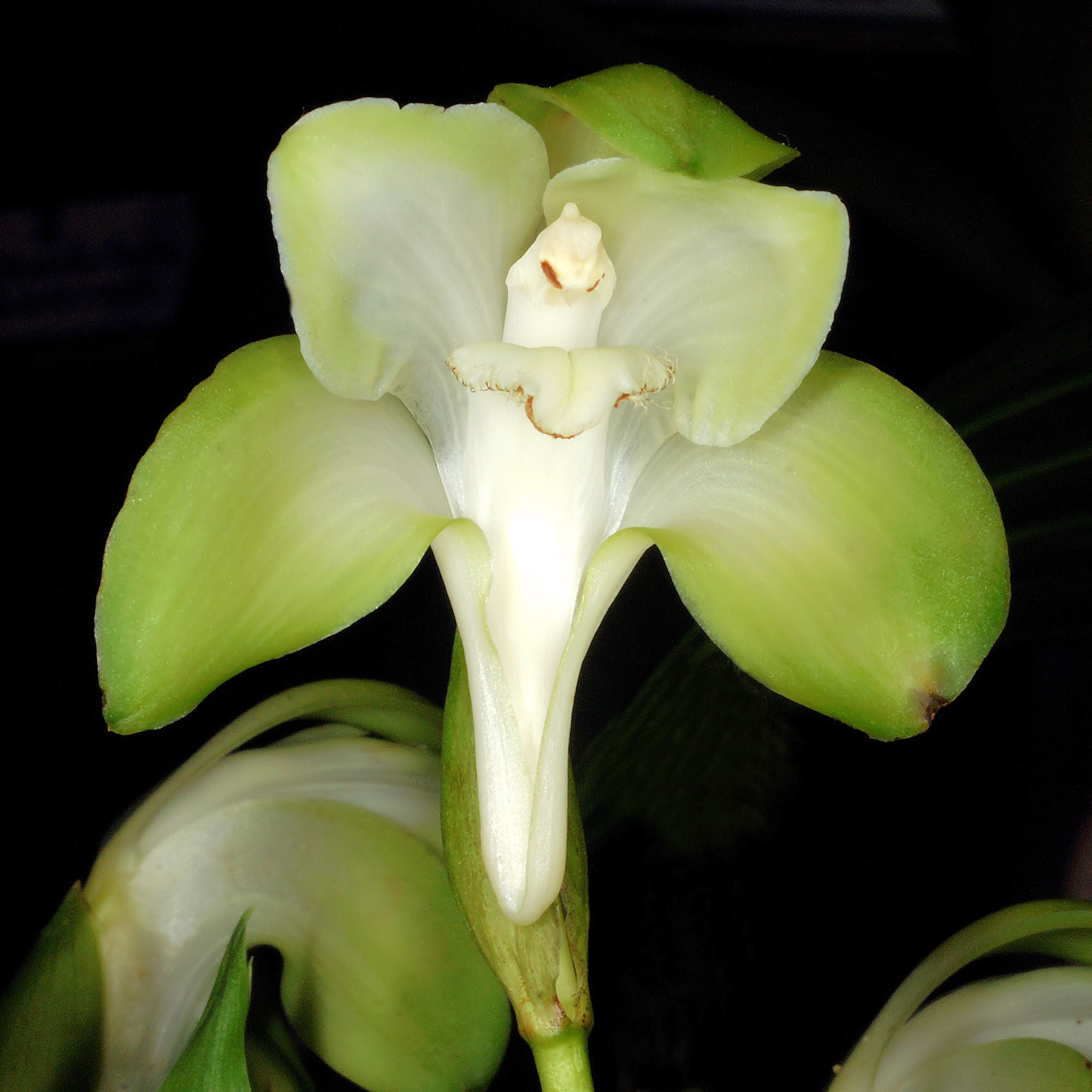